# Вікова стратифікація
Вікова́ стратифіка́ція, вікова́ періодиза́ція — періодизація розвитку людини від моменту зачаття (або від моменту народження) і до моменту смерті, і відповідна система визначення вікових меж етапів в житті людини, прийнята в суспільстві.
У ряді випадків межі вікових періодів в житті людини мають юридичне значення (наприклад, максимальний гестаційний вік, при якому законом дозволено аборт за соціальними показниками (за бажанням жінки) за відсутності медичних показань, або вік повноліття, вік настання кримінальної відповідальності, пенсійний вік тощо).